# Leqet e Hotit
Leqet e Hotit är ett bergspass i Albanien.   Det ligger i prefekturen Qarku i Shkodrës, i den norra delen av landet, 120 km norr om huvudstaden Tirana. Leqet e Hotit ligger 684 meter över havet.
Terrängen runt Leqet e Hotit är kuperad åt sydväst, men åt nordost är den bergig.  
Omgivningarna runt Leqet e Hotit är en mosaik av jordbruksmark och naturlig växtlighet.  Runt Leqet e Hotit är det ganska tätbefolkat, med 96 invånare per kvadratkilometer.